# Roughhouse (album)
Roughhouse è il primo album degli Roughhouse, pubblicato nel 1988 per l'Etichetta discografica Columbia Records. 

## Tracce
1. Don't Go Away
2. Tonite
3. Love Is Pain
4. Can't Find Love
5. Love Or Lust
6. Teeze Me Pleeze Me
7. Midnight Madness
8. Without You
9. Justify
10. Racin'
11. Fantasy

## Lineup
- Luis Rivera - voce
- Gregg Malack - chitarra, cori
- Rex Eisen - chitarra
- Dave Weakley - basso, cori
- Mike Natalini - batteria